# Hájek (Karlovy Vary)
Hájek é uma comuna checa localizada na região de Karlovy Vary, distrito de Karlovy Vary‎.